# The Destiny Program
The Destiny Program est un groupe de metalcore allemand, originaire de Husum. En 1997, cinq jeunes musiciens de Husum forment un groupe de musique appelé Destiny. Ce groupe devient ensuite The Destiny Program, en 2006, pour des problèmes de droits d'auteur.

## Biographie
En 1997, cinq jeunes musiciens de Husum forment un groupe de musique appelé Destiny. Sous ce nom, ils enregistrent leurs deux premiers albums. Leur deuxième album est mixé par Tue Madsen. Ils entreprennent plusieurs tournées, seuls ou avec d'autres groupes tels que Caliban, Fear My Thoughts ou encore Neaera. Ils participent également à plusieurs festivals comme le  With Full Force. The Destiny jouit alors d'un succès rapide et inattendu,.
En 2006, pour des problèmes de droits d'auteur, ils sont obligés de se renommer en The Destiny Program. Fin 2006, The Destiny Program participe au Persistance-Tour ce qui leur permet de jouer avec Madball et Sick of It All. En 2007, ils publient leur troisième album sous le label Nuclear Blast. En 2009, Christian Bass, ex membre du groupe Deadsoil, devient leur nouveau batteur. Le quatrième album, Gathas, paraît sous le label Bastardized Recordings en 2010, et est lui aussi mixé par Tue Madsen. Le titre de cet album fait référence aux hymnes de Zoroastre.

## Discographie
- 2002 : Diving into Eternity
- 2004 : The Tracy Chapter
- 2005 : In Devotion to Memories
- 2007 : Subversive Blueprint
- 2010 : Gathas